# Avanguardia giovanile fascista
L'Avanguardia giovanile fascista (AGF) fu la prima organizzazione che raccoglieva i giovani del Partito Nazionale Fascista.

## Storia

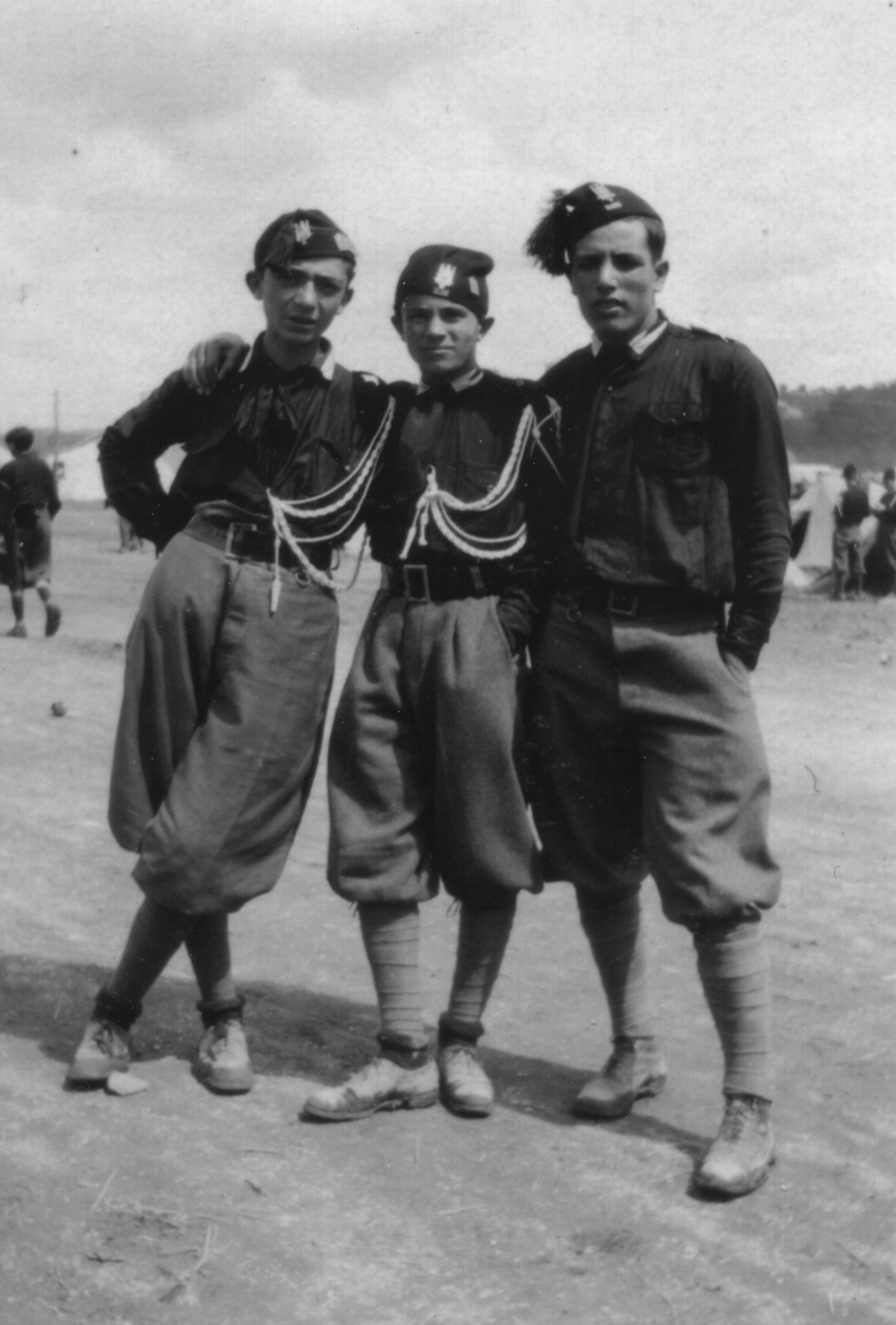
Giovani avanguardisti nel 1925

Già nel gennaio 1920 nel fascio milanese era nata una "Avanguardia studentesca", che nel marzo assunse dimensione nazionale con primo segretario generale Luigi Freddi.
Con il congresso fondativo nel PNF del novembre 1921 viene deliberata l'istituzione dell'"Avanguardia giovanile fascista" aperta non più solo agli studenti. Fu il neo segretario del partito Michele Bianchi a organizzare, all'interno del neonato PNF, il movimento giovanile del partito con Freddi inizialmente al vertice. Contemporaneamente nacquero i Gruppi universitari fascisti.
Nel giugno 1922 vennero istituiti per iniziativa soprattutto del vicesegretario generale Asvero Gravelli, che aveva sostituito Freddi al vertice dell'organizzazione, i "gruppi Balilla", per accogliere alle dirette dipendenze delle Avanguardie i ragazzi fra i dieci e i quattordici anni. Nel settembre 1922 Gravelli fu chiamato alle armi e gli subentrò il vicesegretario del Pnf Giuseppe Bastianini.
Bastianini dal febbraio 1923 volle creare anche una formazione premilitare, affidata alla Milizia Volontaria Sicurezza Nazionale. 
Nell'ottobre del 1923 tornò Gravelli alla guida dell'organizzazione che rappresentò nel Gran consiglio del fascismo. Nel 1924 fu stabilito che i segretari federali del Pnf dovevano nominare al loro interno un membro, chiamato fiduciario, incaricato di curare l'organizzazione giovanile nella propria provincia.
Nel dicembre 1924 Mussolini diede all'ex ardito Renato Ricci la guida del movimento giovanile del PNF, con il compito di "riorganizzare la gioventù dal punto di vista morale e fisico", mentre Gravelli restò come Ispettore generale, fino a essere estromesso dall'organizzazione pochi mesi dopo. Da organizzazione classica giovanile a scelta elitaria, AGF sarebbe divenuta un movimento di massa di tutti i giovani italiani.
Con la legge n. 2247 del 3 aprile 1926 si sancì così la nascita dell'Opera nazionale balilla, che divenne ente di Stato, e non più sotto il controllo diretto del partito, con alla guida lo stesso Ricci, e al cui interno erano denominati  "avanguardisti" i giovani della fascia d'età dai 14 ai 18 anni.

### Segretari
- Luigi Freddi (1921-1922)
- Asvero Gravelli (1922)
- Giuseppe Bastianini (1922-1923)
- Asvero Gravelli (1923-1924)
- Alessandro Melchiori (1924)
- Renato Ricci (1925-1926)